# 美国典型培养物保藏中心
美国标准生物品收藏中心（American Type Culture Collection、简称 ATCC）是全世界最大的微生物保藏中心。美国标准生物品收藏中心是一个私人、非盈利的生物资源中心。其任务侧重于收购，认证，生产，保存，发展微生物，细胞系的标准参照物。该组织拥有4000多种人类，动物和植物细胞株。ATCC的保藏900个属中的18,000菌株，以及2000株动物病毒和1000株的植物病毒。此外，ATCC保持超过49,000株，1500属真菌，2000种原生生物。 是目前世界上最大的菌种保藏机构。

## 外部連結
- Official home page （页面存档备份，存于）